# St. Martin (Kirchberg an der Iller)

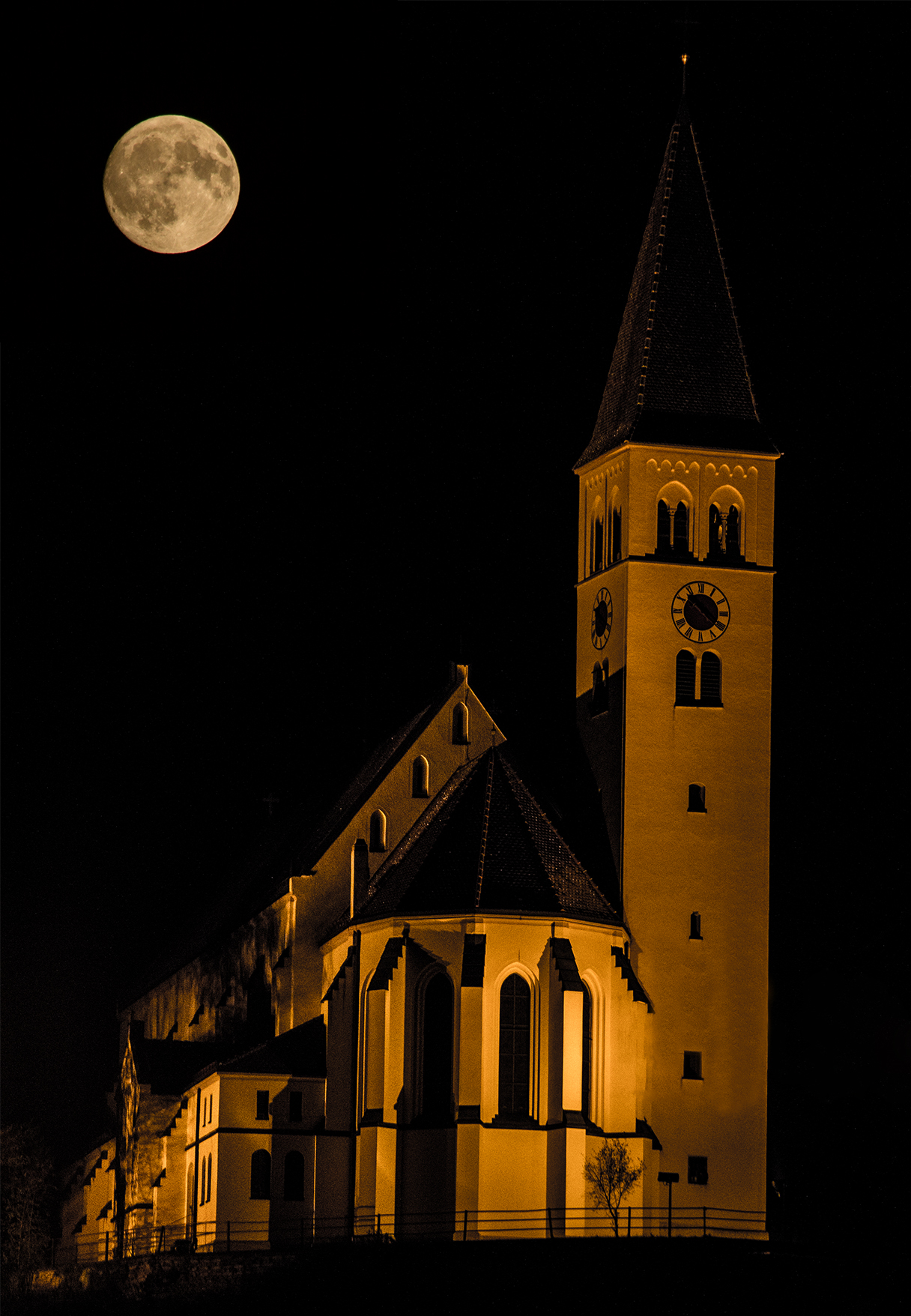
St. Martinus in Kirchberg an der Iller bei Nacht

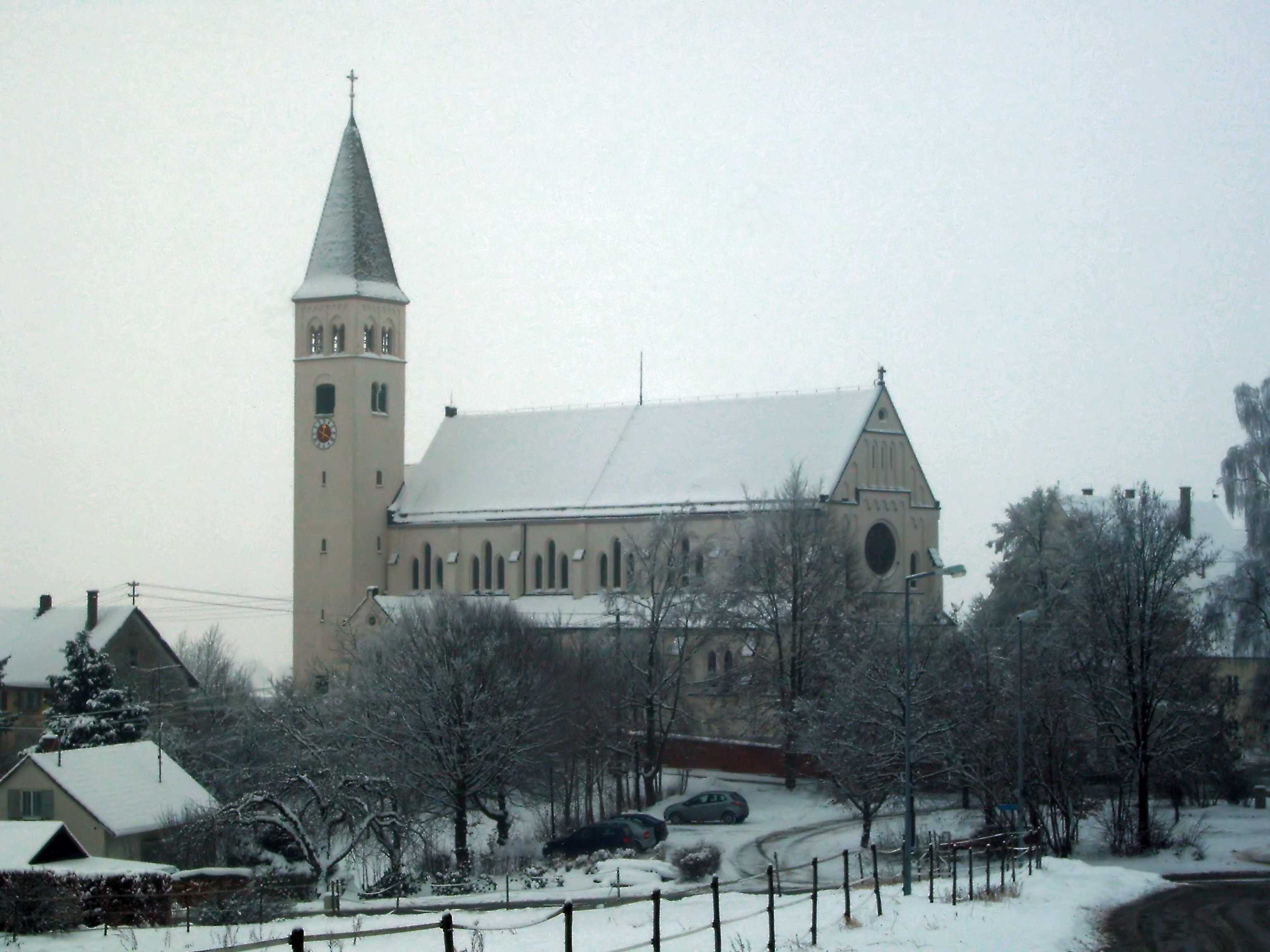
St. Martinus in Kirchberg an der Iller

Die Pfarrkirche St. Martinus befindet sich in Kirchberg an der Iller im Landkreis Biberach in Oberschwaben und gehört zur Seelsorgeeinheit Illertal. Der Architekt des basilikalen, dreischiffigen, neugotischen, um 1900 erbauten Bauwerks war Joseph Cades. Zusammen mit den in der näheren Umgebung liegenden Martinskirchen in Kellmünz an der Iller, Dietenheim, Erolzheim, Heimertingen oder Tannheim gehört Kirchberg zu den Urpfarreien des Illertales. Die Gesamtausgaben des Kirchenneubaus betrugen laut amtlicher Rechnung 113.481,62 Goldmark.

## Geschichte und Lage

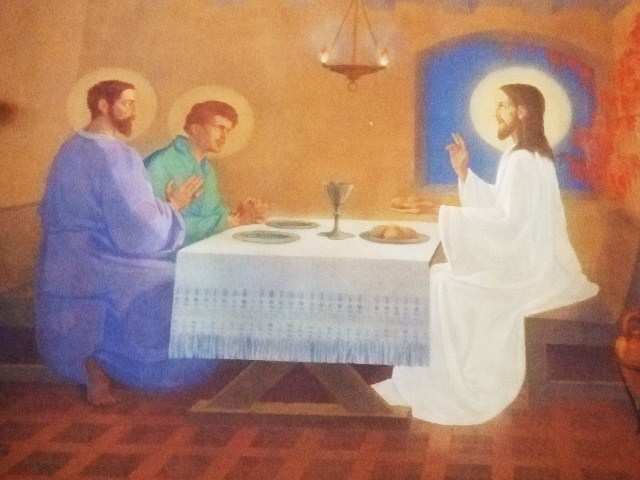
Emmausszene

Die erste Nennung einer Pfarrkirche in Kirchberg findet sich 1275 im Liber decimationis. Der liber decimationis war eine Liste über den erhobenen Kreuzzugszehnten im Bistum Konstanz. Die Ableitung des Namens Kirchberg von einer hoch über dem Tal gelegenen Kirche und das Martinspatrozinium verweisen auf eine erste reichfränkische Holzkirche im 7. Jahrhundert im damaligen Bistum Konstanz. Um 625 wurde die Iller als die östliche Grenze des Bistums Konstanz festgelegt, wobei es schon um 300 n. Christus in Augsburg und Konstanz christliche Gemeinden gab, die nach dem Ende der römischen Herrschaft weiterbestanden. Kirchberg liegt am Donau-Iller-Rhein-Limes, einem ehemaligen großräumig konzipierten Verteidigungssystem des Römischen Reiches, das nach der Aufgabe des Obergermanisch-Raetischen Limes im 3. Jahrhundert n. Chr. angelegt wurde.
Die geostete dreischiffige basilikale Kirche liegt auf einem Plateau oberhalb des Tals der Iller. Der kleine Vorgängerbau befand sich auf demselben Platz. Der Friedhof, der die kleinere Vorgängerkirche umgab, wurde im Jahre 1898 um fünfhundert Meter in nordwestlicher Richtung verlegt. Die Anlage ist mit einer schulterhohen Mauer umgeben. Es wurde während der Planungsphase auch eine saalartige einschiffige Lösung wegen ihrer stützfreien Sicht auf das liturgische Geschehen von dem damaligen Pfarrer Funk in Erwägung gezogen. Letzten Endes wird aus den Protokollen der Gemeinderatsitzungen erkennbar, dass sich Architekt Cades mit seinem basilikalen Entwurf durchsetzte. Die Ausstattung der Kirche bestand zunächst aus Gegenständen der Vorgängerkirche. Die ersten neuen künstlerischen Ausstattungsgegenstände waren die bemalten Chorfenster im Osten und die Rosette im Westen des Gotteshauses von der Firma Zettler aus München.
Seit ihrer Erbauung wurde an der Kirche, außer der Aufstellung eines Volksaltares, nichts verändert oder hinzugefügt. Damit hat sie als eine der wenigen den großen Bildersturm des 20. Jahrhunderts überstanden und kann, über ihren liturgischen Dienst hinaus, gleichzeitig und unmittelbar stellvertretend Zeugnis geben von der kirchlichen Kunstauffassung und Kunstbedeutung der Zeit um 1900.

## Bau
Das Kirchenschiff der dreischiffigen Basilika erstreckt sich über sechs Joche und endet mit einem Chorbogen. Daran anschließend ein eingezogener Chor mit Apsis. Im Süden des Chores ist ein Sakristeianbau. Im Norden schließt sich ein Turm an. Höhe und Breite des Querschiffes sind gleich groß. Im Verhältnis 1:2 verhalten sich Länge und Breite des Kirchenschiffgrundrisses. Mittel- und Seitenschiff haben ein Höhenverhältnis von 8:3.
Licht erhält die Kirche durch spitzbogige Zweiergruppenfenster der Seitenschiffwände und Dreiergruppenfenster im Obergaden der Mittelschiffwände. Die fünf bleiverglasten Einzelfenster der Chores und die Rosette über der Orgelempore betonen die Ostung der Kirche.
Innerhalb der Kirche herrscht eine Raumhierarchie. Eine innere Wertigkeit ergibt sich vom Seitenschiff zum Mittelschiff und von der Empore zum Chorraum.

## Ausmalung
Die Ausmalung der Kirche erfolgte durch die Kirchenmaler Schiller und Ostermaier aus Ravensburg vom 23. April bis zum 19. August 1909. Die schlichte weißgeputzte Innenraumschale überfaßten die beiden Maler komplett mit einem gemalten Wand- und Kreuzgewölbe. Zwischen 1940 und 1970 geriet diese Art der Ausmalung neuromanischer Kirchen in das Fadenkreuz bilderstürmerischer Kritiker. Die Art der Ausmalung der Kirche wurde von diesen puristischen Kreisen schlichtweg als Betrug bezeichnet. Ihr wurde vorgeworfen, dass sie die Wahrheit nicht darstelle. Deswegen kam es in vielen neugotischen Kirchen dazu diese Art der Bemalung ganz oder teilweise zu übermalen.
Die Maler versuchten die vorgefundene Architektur zu veredeln. Lasttragende Stützen und Gewölberippen malten sie in besonders druckfesten Steinen. Das Dekor hat auch die Aufgabe vornehme und weniger vornehme Raumzonen auszuweisen, was mit der Bemalung gelungen ist.
Fünf dunkelblau bemalte Rundsäulenpaare setzen einen weiteren Hauptakzent der Kirche. Auf ihnen ruhen die Bögen der Längswände des Mittelschiffes, als auch die Gurtbögen der Gewölbejoche.
Auf der Wandscheibe oberhalb des Chrobogens wurde ein Gemälde angebracht. Im Mittelpunkt des Gemäldes ein Motiv aus der Apokalypse. Ein Lamm vor goldenem Grund steht auf einem Buch mit sieben Siegeln und wird von vierundzwanzig Häuptern mit goldenen Kronen umgeben. (Offb 4,1-11) Drei seitlich von dem Lamm schwebende Engel verweisen auf drei Textszenen der Bibel:
1. Das Engelpaar mit dem Rauchfaß fordert zum Gebet auf. (Offb 8,3-5)
2. Das Engelpaar mit dem goldenen Stecken verweist auf die Unmöglichkeit das Geschehen in der Kirche nach Art und Menge zu messen (Offb 11,1-2).
3. Das Engelpaar mit den goldenen Gefäßen weist auf die Fülle göttlicher Herrlichkeit und Kraft im Tempel hin (Offb 15,7-8).

Das Gemälde markiert eine Begrenzung zwischen weltlichem und himmlischen Bereich, was die Kommunionbank zusätzlich unterstreichen soll.
Jenseits des Chorbogens ändern sich die Proportionen der Kirche. Das Sockelmauerwerk erreicht mehr als die doppelte Brüstungshöhe des Seitenschiffes und ist in der Art eines Gobelins bemalt. Der Altarraums als gemalter Thronsaal. Fisch- und Wachtelmotive sollen einen Bezug zu den Brotvermehrungswunder des alten und neuen Testaments herstellen.
Zwei realistisch gemalte Wandbilder aus dem Alten und Neuen Testament sollen das Geschehen im Altarbereich verdeutlichen. Das südliche Wandbild zeigt das Opfer des Melchisedech und das nördliche die Emmaus-Geschichte.

## Bildhauerarbeiten

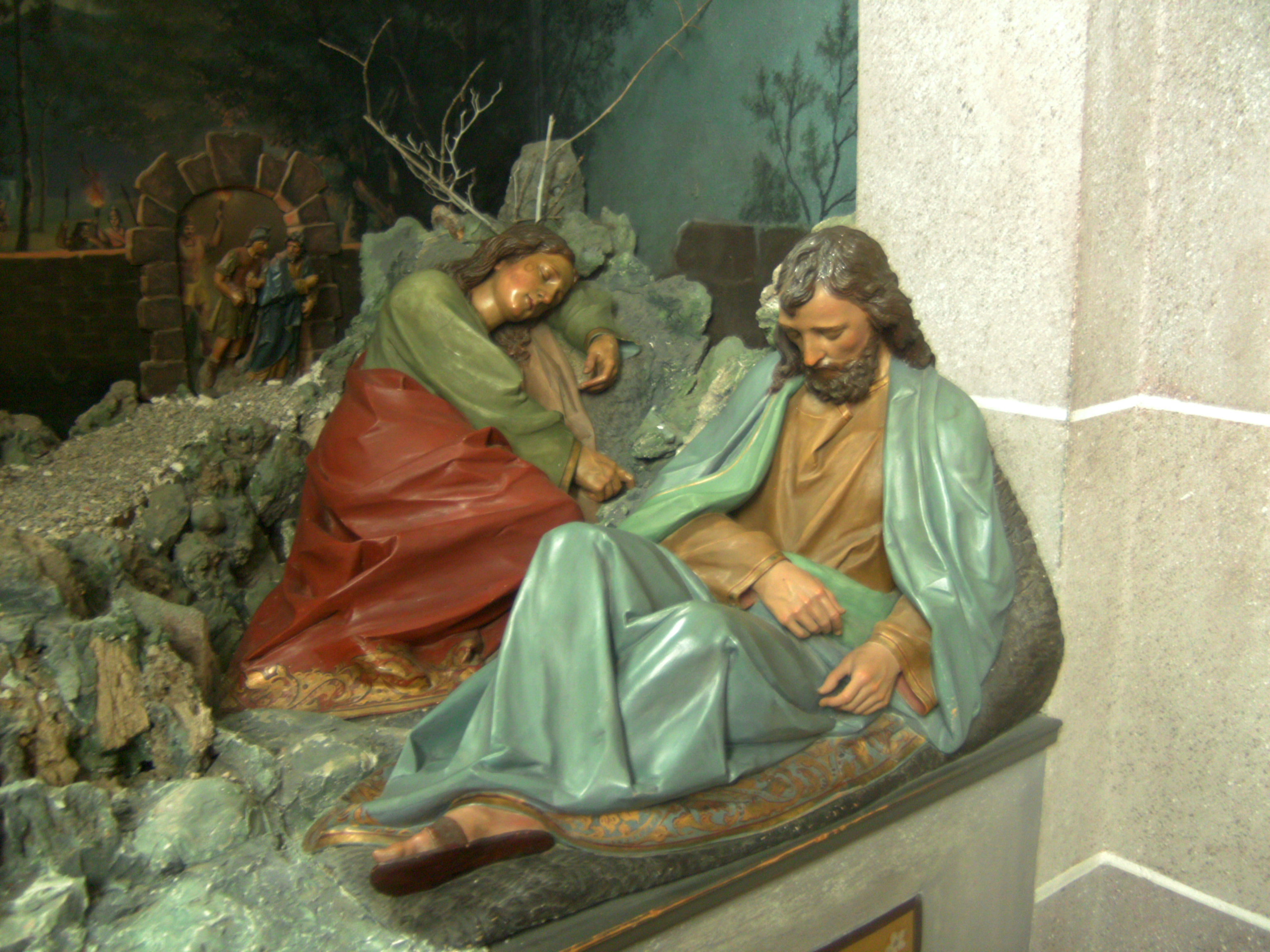
Schlafende Jünger am Ölberg

Die Bildhauerarbeiten unterstellen sich der Aufgabe der Liturgie und Katechese zu dienen. Die Plastiken aus farbgefasstem Holz sind handwerklich perfekt ausgeführt.

### Apostelfiguren
Am oberen Abschluss der Säulen sind die farbigen Holzskulpturen von zwölf Aposteln mit ihren damals bekannten dazugehörigen Kleidungsstücken, Frisuren und Attributen dargestellt.
- Südlich der Empore Judas Thaddäus mit einer Keule, weil er damit für sein Zeugnis des Glaubens erschlagen wurde. Ihm gegenüber der später gekreuzigte Philippus mit Kreuzstab.
- Thomas und Jakobus der Ältere
- Matthäus mit Hellebarde und Andreas
- Simon auf gleicher Höhe wie die Kanzel
- Bartholomäus mit Messer und Johannes mit dem fehlenden Bart

Im Chor schließlich Simon Petrus mit Schlüssel und Paulus mit Buch. Auch hier ist eine Hierarchie der Aufstellung der Apostel erkennbar, die sich in den Dienst der Katechese und Liturgie der Kirche stellt.

### Kanzel
An der vierten nördlichen Säule ist die Kanzel aufgestellt. Sie ist ein hölzernes Oktogon auf einem Stipes mit Schalldeckel, erreichbar über eine gewendelte Treppe.

### Maria und Josef
Der südliche Josefs- und nördliche Marienaltar wurden für die Kirche 1899 neu geschaffen. Je zwei farbig geschnitzte Reliefs auf einem eichenhölzernen Retabel über einer steinernen Mensa. Verkündigung und Geburt Christi sind das Thema des Marienaltars. Josef als Zimmermann und Teil der heiligen Familie und der sterbende Josef in den Armen des erwachsenen Jesus.

### Hochaltar
Zielpunkt der gesamten Kirche ist der neugotische Hochaltar. Links vom Tabernakel ein Relief, das die Verwandlung von Wasser in Wein bei der Hochzeit von Kana zum Thema hat. Rechts die wundersame Brotvermehrung. Über dem Tabernakel eine Nische, in der sich ein goldenes Kreuz befindet, darüber eine Vollplastik von Christus mit leuchtendem Herz. Bonifatius mit schwertdurchbohrtem Messbuch, Melchisedech mit Kelch, darunter der Heilige Augustinus und links der Heilige Mauritius komplettieren den Altar.

## Maße der Kirche
Die gesamte überbaute Fläche der Kirche beträgt 700 m2. Der umbaute Raum vom Terrain bis zur Höhe aller Hauptgesimse beträgt 8660 Kubikmeter.
- Turmhöhe gesamt mit Kreuz 42,75 Meter
- innere Schifflänge 32,90 Meter
- innere Mittelschiffhöhe 13,00 Meter
- innere Gesamtweite 16,00 Meter
- innere Mittelschiffweite 9,00 Meter
- innere Chorweite 7,42 Meter
- innere Chorlänge 8,70 Meter

Die Vorgängerkirche hatte eine überbaute Fläche von 274 m2.

## Knie- und Sitzplätze
- Erwachsene
  - im Schiff: 554
  - im Chor: 10
  - Empore: 36
  - Summe:600
- für Kinder: 170
  - Gesamtsumme: 770

Die Vorgängerkirche wies 300 Knie- und Sitzplätze für Kinder und Erwachsene auf.

## Orgel
Für die Vorgängerkirche wurde 1783 zu einem Kaufpreis von 60 Gulden ein Instrument beschafft, das vorne im Chor stand. 1840 wurde eine weitere Orgel für 500 Gulden beschafft, die 1907 durch ein neues Werk von Julius Schwarzbaur ersetzt wurde. Das jetzige Instrument stammt aus dem Jahre 1969 und verfügt über 30 Register, eine mechanische Spiel- und eine elektrische Registertraktur. Die Orgel stammt von der Firma Reiser Orgelbau aus Biberach und kostete 85.000 DM.
| I Hauptwerk C– |       |
| Bourdon        | 16′   |
| Prinzipal      | 8′    |
| Flöte          | 8′    |
| Spitzgedeckt   | 8′    |
| Oktave         | 4′    |
| Rohrflöte      | 4′    |
| Quinte         | 2 ⁄3′ |
| Feldpfeife     | 2′    |
| Flagolett      | 2′    |
| Mixtur         |       |
| Trompete       | 8′    |

| II Schwellwerk C– |        |
| Geigenprinzipal   | 8′     |
| Coppelflöte       | 8′     |
| Violflöte         | 8′     |
| Prästant          | 4′     |
| Traversflöte      | 4′     |
| Rohrquinte        | 2 ⁄3′  |
| Superoktav        | 2′     |
| Terz              | 1 3⁄5′ |
| Sifflöte          | 1′     |
| Scharfzimbel      |        |
| Oboe              | 8′     |

| Pedal C–     |     |
| Prinzipalbaß | 16′ |
| Subbaß       | 16′ |
| Zartbaß      | 16′ |
| Oktavbaß     | 8′  |
| Coppelbaß    | 8′  |
| Spitzflöte   | 4′  |
| Rauschpfeife |     |
| Posaune      | 16′ |

## Glocken
In beiden Weltkriegen wurden die Glocken zu Kriegszwecken eingezogen und gingen verloren. Am 31. März 1949 weihte Abt Vitalis Maier fünf neue Glocken der Kirche. Die Glocken mussten jedoch am 23. April 1959 wegen zu kalten Gusses von der Firma Perner in Passau umgegossen werden. Am 31. Mai 1959 weihte der Abt die erneuerten Glocken.
| Name             | Bild                | Inschrift | Grundton | Gewicht  | Stifter                          |
| ---------------- | ------------------- | --- | -------- | -------- | -------------------------------- |
| Christus König   | Christus König      | Christus vincit / Christus regnat / Christus imerat                                                                          | des1     | 1.600 kg | Josef und Pius Büchele           |
| Martinusglocke   | Heiliger Martin     | Martinus trag den Feuerbrand des Christusglaubens durch das Land, und ruf, wo Not und Elend naht, uns alle auf zur Liebestat | es1      | 900 kg   | Gemeinde                         |
| Mariaglocke      | Maria mit Jesuskind | Maria ruft die Christenheit zum Beten auf in Freud und Leid. Frühmorgens und am Tagesschluß ertöne froh der Himmelsgruss     | f1       | 600 kg   | Georg Kohler und Josef Huberle   |
| Josefsglocke     | Josef mit Jesuskins | Auf deinen Armen trugst du einst das höchste Gut. Nimm Haus und Herd in deine Vaterhut                                       | as1      | 400 kg   | Alber Kohler, Basel              |
| Wendelinusglocke | Wendelin            | Sankt Wendel, zieh durch Feld und Flur. Des Himmels Tau folg deiner Spur                                                     | b1       | 250 kg   | Engelbert und Gerhard Botzenhard |

## Rosenkranz- und Josefsbruderschaft

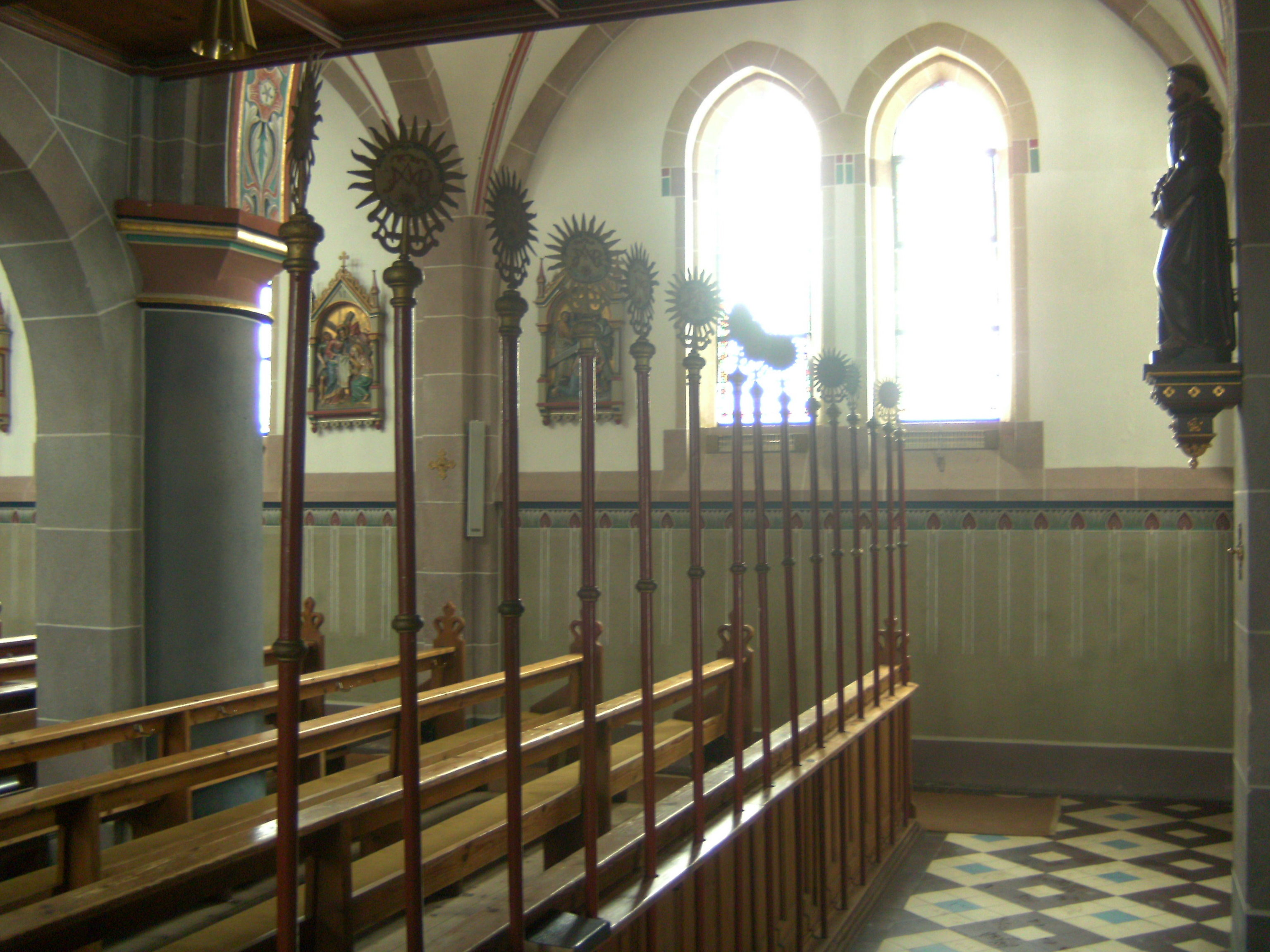
Prozessionsstangen der Rosenkranzbruderschaft

Im Jahre 1614 begründete Abt Joachim Gieteler die Rosenkranzbruderschaft. Am 8. September 1686 wurde die Bruderschaft des Heiligen Josefs begründet. Die Bruderschaft war ein Dank für eine überstandene Feuersbrunst, der im April desselben Jahres 13 Söldnerhäuser und zwei Kinder zum Opfer fielen. Hauptzweck der Josefsbruderschaft ist die Verehrung des heiligen Josefs und zum anderen durch besondere Fürbitten folgende Gnaden zu erlangen:
1. Nachlassung der Sünden und der dafür verdienten Strafen
2. Lust und Kraft zu einem tugendhaften Lebenswandel
3. Erlangung einer glückseligen Sterbestunde
4. baldige Befreiung aus dem Reinigungsorte

Bei Prozessionen und sonstigen Anlässen werden die Prozessionsstangen von den Familienmitgliedern oder Anverwandten getragen.

## Liste der ehemaligen Pfarrer von Kirchberg
Seit der Zugehörigkeit der Pfarrei zum Kloster Rot im Jahre 1350 waren folgende Pfarrer in der Gemeinde tätig:
- 1356 Egloff, Sohn des Ritters Ulrich von Schellenberg
- 1414 Conradus Fulbin, von Kloster Mönchsrot
- 1436 Pater Berthold Füger, rotisch
- 1460 Pater Caspar Bilgrin, rotisch † 1462

## Ehrenmal für die ehemaligen Geistlichen

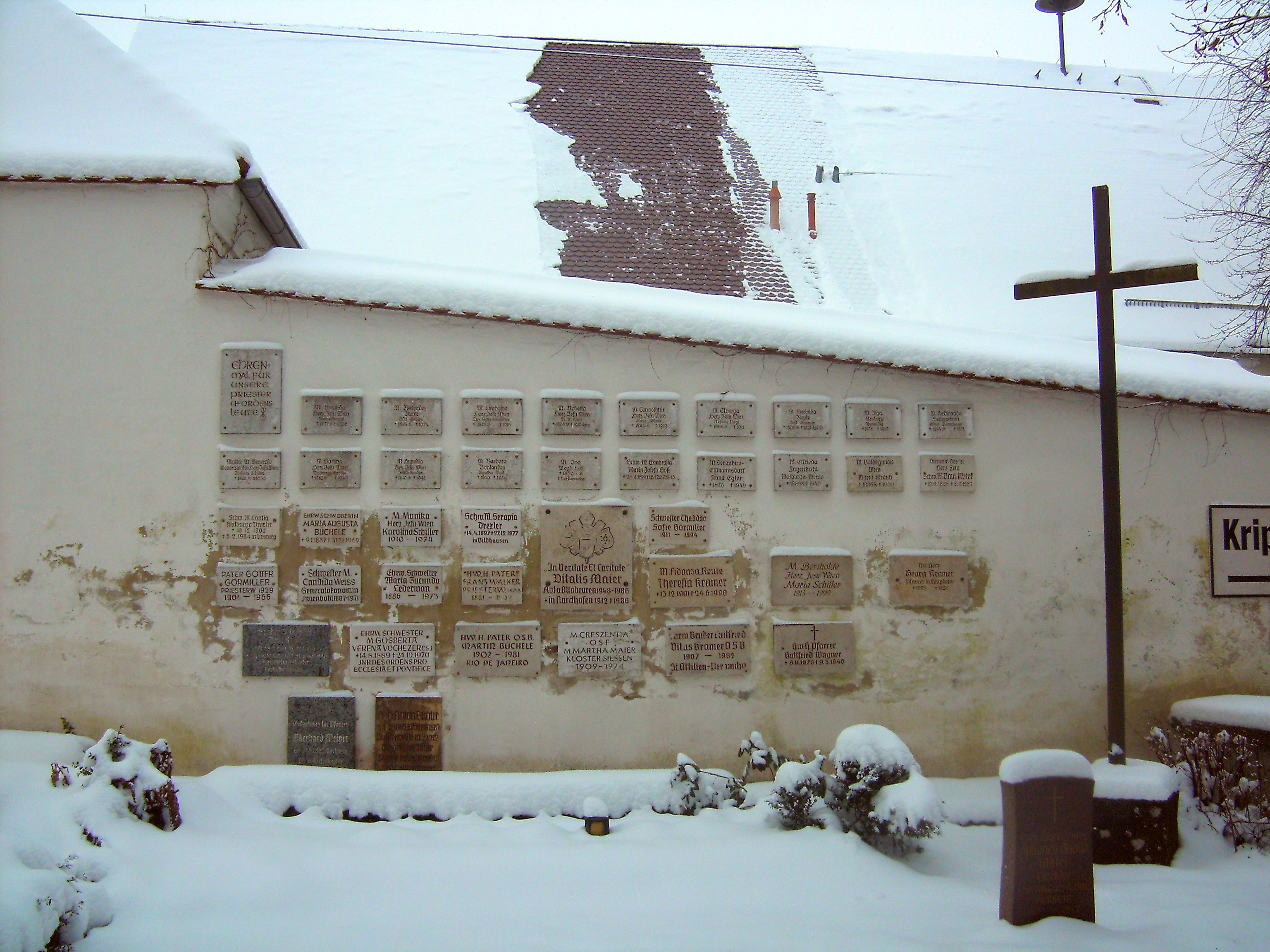
Ehrenmal für die Geistlichkeit

Südlich vor dem Eingangsportal und unterhalb der Rosette der Kirche befindet sich das Ehrenmal für die ehemaligen Geistlichen des Ortes. Der bekannteste Geistliche Kirchbergs ist der ehemalige Abt des Benediktinerklosters Ottobeuren Vitalis Maier.

## Kriegerdenkmal

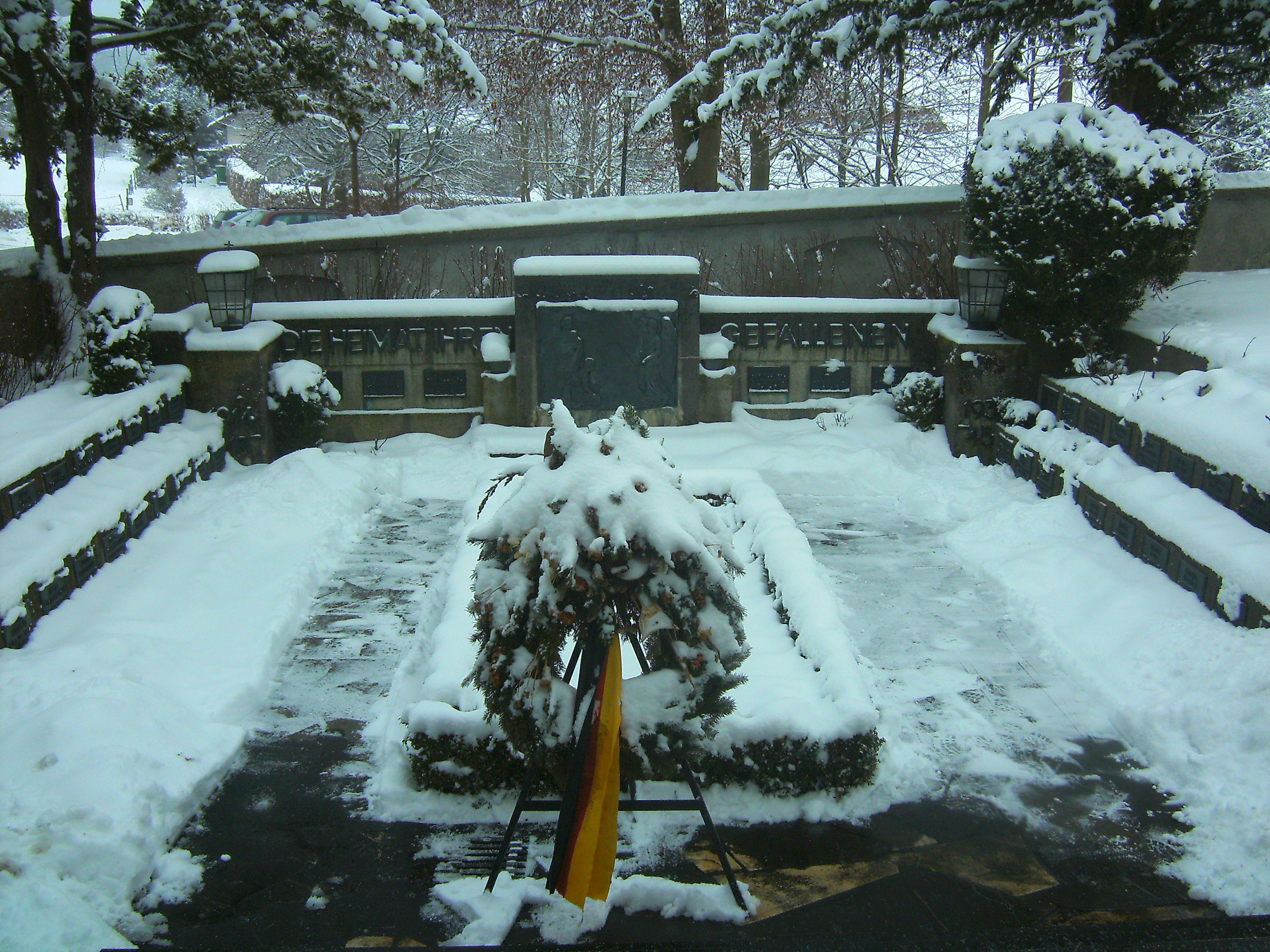
Kriegerdenkmal

Nördlich vor dem Eingangsportal und unterhalb der Rosette der Kirche befindet sich das Ehrenmal für die gefallenen Söhne des Ortes in den beiden Weltkriegen.